# 肌肉記憶
肌肉記憶是内隐记忆的一种，它指的是人在一段時間內重复做出一個動作后，大腦就會記住這一動作，就能導致人能在無意識或不用多想的情況下就能做出這一動作。许多日常活动中都有肌肉记忆的身影，例如骑自行车、驾驶机动车、玩球類運動、游泳、键盘打字、输入密码、演奏乐器、打扑克、表演武术和跳舞等。

## 历史
运动技能习得研究的起源可追溯到柏拉图、亚里士多德和盖伦等哲学家。在打破了20世纪前内省观的传统之后，心理学家们更加注重研究，并强调在观察行为时采用更科学的方法。 此后，大量探索运动学习作用的研究应运而生。这些研究包括对书写的研究，以及旨在最大限度提高运动学习效果的各种练习方法。

### 保留
运动技能的保留，也就是现在所说的肌肉记忆，在20世纪初也开始引起人们的极大兴趣。大多数运动技能被认为是通过练习习得的；然而，对技能的更多观察也促进了学习。研究表明，尽管我们一生中大部分的运动记忆都是在学习过程中习得的，但我们的运动记忆并非一无所知。面部表情等动作被认为是可以学习的，但实际上在盲童身上也能观察到；因此，有证据表明运动记忆是基因预先设定的。
在运动记忆实证研究的早期阶段，运动记忆研究的先驱爱德华·桑代克（Edward Thorndike）是最早认识到学习可以在无意识状态下进行的学者之一。关于运动技能保持的早期且具有代表性的研究之一，由希尔（Hill）、雷加尔（Rejall）和桑代克共同完成。研究结果显示，即使在长达25年未进行任何练习的情况下，重新学习打字技能仍然能够显著节省时间。关于已学运动技能保持的研究成果被多次重复验证，表明通过持续练习获得的运动技能会以记忆的形式储存在大脑中。这也解释了为何即使长时间未曾练习，个体仍能几乎无需思考地熟练完成如骑自行车或驾驶汽车等技能。

## 生理

### 运动行为
初次学习运动任务时，动作通常缓慢、僵硬，若不注意很容易中断。随着练习，运动任务的执行会变得更加顺畅，肢体僵硬感会减少，并且无需刻意用力即可完成任务所需的肌肉活动。

### 肌肉记忆编码
记忆的神经解剖学遍布整个大脑；然而，对运动记忆至关重要的通路与与陈述性记忆相关的内侧颞叶通路是不同的。 与陈述性记忆一样，运动记忆理论上也分为两个阶段：短期记忆编码阶段，该阶段脆弱且易受损害；以及长期记忆巩固阶段，该阶段更为稳定。
记忆编码阶段通常被称为运动学习，它需要大脑运动区域的活跃度增加以及注意力的集中。运动学习过程中活跃的大脑区域包括运动皮质和躯体感觉皮质；然而，一旦掌握了运动技能，这些区域的激活度就会降低。由于需要对正在学习的任务更加集中注意力，前额叶皮质和额叶皮质在此阶段也会活跃起来。
小脑是运动学习的主要区域。一些小脑依赖性运动学习模型，特别是Marr-Albus模型，提出了一种单一的可塑性机制，涉及小脑平行纤维突触与浦肯野细胞的长期抑制(LTD) 。突触活动的这些改变会介导运动输入和运动输出，而运动输出对于诱导运动学习至关重要。然而，相互矛盾的证据表明，单一的可塑性机制是不够的，需要多种可塑性机制来解释运动记忆随时间的储存。无论机制如何，小脑依赖性运动任务的研究表明，大脑皮层可塑性对于运动学习至关重要，即使对于储存而言不一定如此。
基底神经节在记忆和学习中也发挥着重要作用，特别是在刺激-反应关联和习惯形成方面。人们认为，在学习运动任务时，基底神经节-小脑连接会随着时间的推移而增加。

### 肌肉记忆巩固
肌肉记忆的巩固过程涉及在停止练习一项任务之后，神经活动仍在持续变化和演化。关于大脑中运动记忆巩固的具体机制，目前仍存在争议。不过，多数学说认为，在从信息编码到最终巩固的过程中，大脑会对信息进行整体性的重新分配。根据赫布理论，“突触连接会随着重复激发而改变”。在这一理论框架下，练习某一动作时产生的高强度刺激，会导致相关的运动神经网络反复激活，从而可能在时间推移中提升这些网络的刺激效率。
尽管目前尚不明确肌肉记忆具体储存于大脑的哪个区域，但已有研究表明，促进运动记忆从编码阶段到巩固阶段的关键在于不同脑区之间的连接强度变化，而非单一脑区整体活动的减弱。相关研究指出，随着练习的不断进行，小脑与初级运动皮层之间的连接逐渐减弱，推测这与小脑对运动纠错功能需求的降低有关。同时，基底神经节与初级运动皮层之间的连接则会增强，这表明基底神经节在运动记忆的巩固过程中发挥着重要作用。

### 睡眠对肌肉记忆的影响
睡眠和高质量的习惯对于最大限度地提高运动记忆和运动技能巩固至关重要。研究表明，睡眠可以通过重新激活和巩固神经通路来巩固已获得的运动技能。这对于复杂的运动尤其有益，因为睡眠后运动表现会得到改善。
睡眠时间和运动也会影响运动技能的学习和记忆。实验证明，夜间训练后补充睡眠比早晨不睡觉的训练更能提高技能巩固。因此，这意味着睡眠是运动学习处理和巩固的强化期，使运动员和个人能够最大限度地发挥其运动技能，从而达到最佳表现。
此外，正规的睡眠疗法也被发现可以通过增强反应时间、协调性和技能的整体执行力来提高运动表现。保持适当的睡眠量，并严格遵守规律的睡眠时间表，可以最大限度地提高运动学习的效果，并支持身体技能的长期记忆。因此，对于想要优化运动能力的人来说，实施基于睡眠的干预措施，包括遵循固定的睡眠模式并最大限度地减少干扰，可以起到重要的辅助作用。 

## 精细运动记忆
精细动作技能通常以传递性运动的形式来讨论，传递性运动是指使用工具（可能像牙刷或铅笔一样简单）时完成的运动。传递性运动具有被编程到运动前皮层的运动程序，这些表象会创建运动程序，从而激活运动皮层，进而激活运动动作。在一项测试模式化手指运动（精细运动技能）的运动记忆的研究中发现，如果另一项任务干扰了一个人的运动记忆，某些技能的保留就容易受到干扰。然而，这种敏感性会随着时间的推移而降低。例如，如果学习了一个手指模式，六个小时后又学习了另一个手指模式，则第一个模式仍然会被记住。但是，试图立即学习两个这样的模式可能会导致第一个模式被遗忘。此外，近几代人大量使用电脑既有积极的影响，也有消极的影响。其中一个主要的积极影响是提高了儿童的精细运动技能。重复性行为（例如从小在电脑上打字）可以增强这种能力。因此，从小学习使用电脑键盘的孩子可以从早期的肌肉记忆中受益。

### 音乐记忆
精细动作技能在演奏乐器时非常重要。研究发现，演奏单簧管时需要依赖肌肉记忆，特别是通过吹气时舌头的某些动作来产生特殊效果。

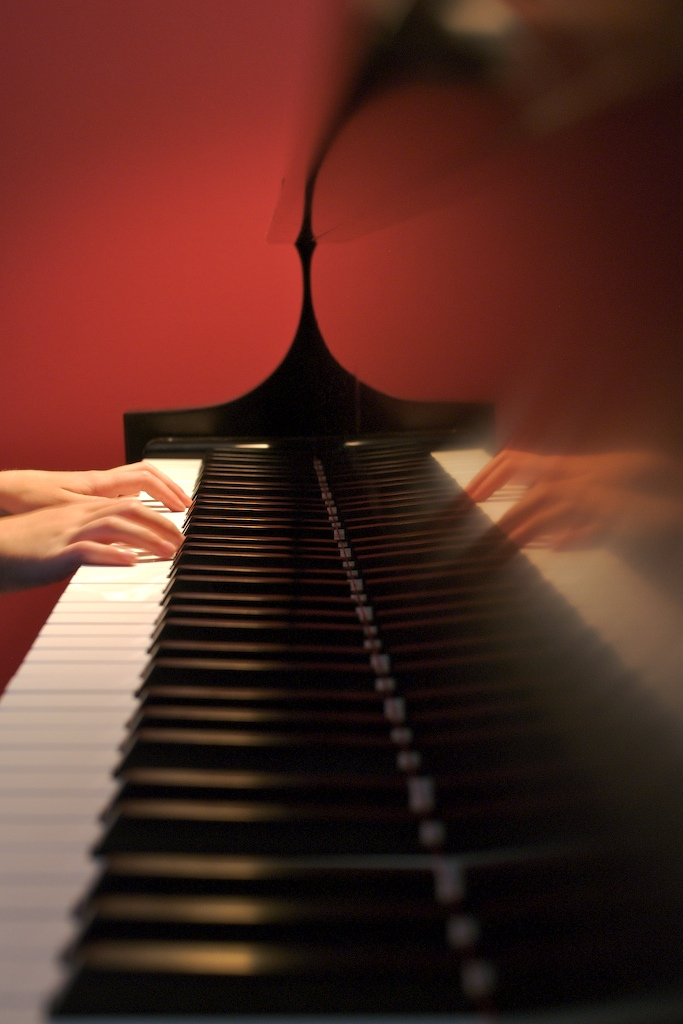
弹钢琴需要复杂的动作

某些人类行为，尤其是音乐表演中的手指动作等动作非常复杂，需要许多相互连接的神经网络，信息可通过这些网络在多个大脑区域之间传递。 研究发现，与其他人相比，专业音乐家的大脑往往存在功能差异。这被认为反映了音乐家的先天能力，而这种能力可能是通过早期的音乐训练培养起来的。双手同步手指动作就是一个例子，这在弹奏钢琴中起着至关重要的作用。有人认为，双手协调只能通过多年的双手训练来实现，在这种训练中，这种动作会成为运动区域的适应性。在将专业音乐家与对照组的复杂双手动作进行比较时，发现专业人士比非专业人士更少使用广泛的运动网络。这是因为专业人士依赖于效率更高的运动系统，因此，训练较少的人的运动网络激活程度更高。 这意味着未经训练的钢琴家必须投入更多的神经活动才能达到与专业人士相同的演奏水平。再次，据说这是多年运动训练和经验的结果，有助于形成音乐表演的精细运动记忆技能。
经常有报道称，当钢琴家听到一首训练有素的乐曲时，他会不由自主地做出相同的指法。这意味着，音乐感知和受过音乐训练的人的运动活动之间存在耦合。因此，当人们听到某些熟悉的乐曲时，很容易触发音乐环境中的肌肉记忆。总体而言，长期的音乐精细运动训练可以使复杂的动作在较低的运动控制、监控、选择、注意力和时间安排水平上完成。这使得音乐家可以将注意力同步集中在其他地方，例如表演的艺术方面，而不必有意识地控制自己的精细运动。